# Cupa României 1973/74
Der Cupa României in der Saison 1973/74 war das 36. Turnier um den rumänischen Fußballpokal. Sieger wurde erstmals Jiul Petroșani, das sich im Finale am 23. Juni 1974 gegen Politehnica Timișoara durchsetzen konnte. Dadurch qualifizierte sich Jiul für den Europapokal der Pokalsieger. Titelverteidiger Chimia Râmnicu Vâlcea war im Halbfinale gegen den neuen Titelträger ausgeschieden.

## Modus
Die Klubs der Divizia A stiegen erst in der Runde der letzten 32 Mannschaften ein und mussten zunächst auswärts antreten. Alle Spiele – abgesehen vom Finale, das traditionell in Bukarest stattfand – wurden auf neutralem Platz ausgetragen. Es wurde jeweils nur eine Partie ausgetragen. Stand diese nach 90 Minuten unentschieden, folgte eine Verlängerung von 30 Minuten. Falls danach noch immer keine Entscheidung gefallen war, wurde diese im Elfmeterschießen herbeigeführt.

## Sechzehntelfinale
| Datum             |                          | Ergebnis              |                       | Ort            |
| ----------------- | ------------------------ | --------------------- | --------------------- | -------------- |
| 21. November 1973 | CSM Reșița               | 2:1                   | Politehnica Iași      | Bukarest       |
|                   | UTA Arad                 | 1:0                   | Universitatea Craiova | Bukarest       |
|                   | AS Armata Târgu Mureș    | 2:1                   | Gloria Buzău          | Bukarest       |
|                   | Delta Tulcea             | 2:0 n. V.             | Electroputere Craiova | Bukarest       |
|                   | Minerul Baia Mare        | 1:0                   | Gloria Bistrița       | Câmpia Turzii  |
|                   | Chimia Râmnicu Vâlcea    | 0:0 n. V. (4:3 i. E.) | Rapid Bukarest        | Craiova        |
|                   | Șantierul Naval Oltenița | 1:0                   | Dinamo Bukarest       | Giurgiu        |
|                   | Sportul Studențesc       | 5:0                   | Dacia Orăștie         | Mediaș         |
|                   | Universitatea Cluj       | 6:0                   | Stăruința Aleșd       | Oradea         |
|                   | SC Bacău                 | 2:2 n. V. (3:2 i. E.) | Steagul Roșu Brașov   | Piatra Neamț   |
|                   | FC Argeș Pitești         | 4:2                   | CFR Cluj              | Pitești        |
|                   | Petrolul Ploiești        | 2:0                   | CFR Pașcani           | Ploiești       |
|                   | Politehnica Timișoara    | 3:2                   | FC Constanța          | Râmnicu Vâlcea |
|                   | Jiul Petroșani           | 2:1                   | Partizanul Bacău      | Sibiu          |
|                   | Oltul Sfântu Gheorghe    | 1:0                   | Știința Petroșani     | Sighișoara     |
|                   | Steaua Bukarest          | 3:0                   | FCM Poiana Câmpina    | Târgoviște     |

## Achtelfinale
| Datum            |                       | Ergebnis  |                          | Ort                   |
| ---------------- | --------------------- | --------- | ------------------------ | --------------------- |
| 5. Dezember 1973 | Chimia Râmnicu Vâlcea | 1:0       | FC Argeș Pitești         | Bukarest              |
|                  | Jiul Petroșani        | 4:2       | Petrolul Ploiești        | Bukarest              |
|                  | Politehnica Timișoara | 3:1       | CSM Reșița               | Deva                  |
|                  | UTA Arad              | 2:1       | Sportul Studențesc       | Drobeta Turnu Severin |
|                  | Delta Tulcea          | 3:0       | Șantierul Naval Oltenița | Fetești               |
|                  | Steaua Bukarest       | 3:1       | SC Bacău                 | Galați                |
|                  | Universitatea Cluj    | 1:0       | Oltul Sfântu Gheorghe    | Mediaș                |
|                  | AS Armata Târgu Mureș | 2:1 n. V. | Minerul Baia Mare        | Târgu Mureș           |

## Viertelfinale
| Datum        |                       | Ergebnis              |                       | Ort       |
| ------------ | --------------------- | --------------------- | --------------------- | --------- |
| 15. Mai 1974 | Jiul Petroșani        | 1:0                   | AS Armata Târgu Mureș | Bukarest  |
|              | Politehnica Timișoara | 1:0                   | Delta Tulcea          | Bukarest  |
|              | Chimia Râmnicu Vâlcea | 0:0 n. V. (5:4 i. E.) | Universitatea Cluj    | Hunedoara |
|              | Steaua Bukarest       | 3:1                   | UTA Arad              | Ploiești  |

## Halbfinale
| Datum        |                       | Ergebnis |                       | Ort      |
| ------------ | --------------------- | -------- | --------------------- | -------- |
| 22. Mai 1974 | Jiul Petroșani        | 1:0      | Chimia Râmnicu Vâlcea | Bukarest |
|              | Politehnica Timișoara | 3:1      | Steaua Bukarest       | Sibiu    |

## Finale
| Paarung               | Jiul Petroșani – Politehnica Timișoara |
| Ergebnis              | 4:2 (2:1) |
| Datum                 | 23. Juni 1974 |
| Stadion               | Stadionul 23 August, Bukarest |
| Zuschauer             | 12.000 |
| Schiedsrichter        | Victor Pădureanu (Bukarest) |
| Tore                  | 1:0 Gheorghe Mulțescu (32.) 2:0 Adalbert Rozsnyai (34.) 2:1 Simion Surdan (36.) 3:1 Gheorghe Mulțescu (47.) 4:1 Arpad Suciu (77.) 4:2 Ionel Bungău (86.)                                                              |
| Jiul Petroșani        | Gabriel Ion, Ion Nițu, Gogu Tonca, Andrei Stocker, Adrian Dodu, Alexandru Nagy, Petre Libardi, Arpad Suciu, Gheorghe Mulțescu, Adalbert Rozsnyai, Mihai Stoichiță Cheftrainer: Traian Ivănescu                        |
| Politehnica Timișoara | Mihai Jivan, Florin Mioc, Dan Păltinișan, Petre Arnăutu, Ion Maier, Simion Surdan, Petre Mehedințu, Dan Lața, Marin Dașcu (59. Lazăr Pârvu), Marin Bojin, Zoltan Kovalcic (46. Ionel Bungău) Cheftrainer: Ion Ionescu |